# Wienstroth&Hammans
Wienstroth&Hammans war eine Faltschachtelfabrik im Raum Düren.
Die Zeit zwischen 1890 und 1914, die als das Wilhelminische Zeitalter bezeichnet wird, in dieser höchst bewegten und fortschrittlichen Zeit gründeten 1893 die Kaufleute Ernst Hubert Hammans und Gustav Wienstroth in Düren eine Fabrik für Faltschachteln und Kartonagen. 
Beide Unternehmer kamen ursprünglich aus einer großen Textilfabrik in Wuppertal, wo der eine technischer Leiter und Ernst Hubert Hammans der kaufmännische Leiter der Kartonagen-Abteilung gewesen war. Gerade um die Zeit verzeichnete das Dürener Wirtschaftsgebiet und insbesondere die Stadt einen vorher nie gekannten industriellen Aufschwung. Düren selber wurde unter Berücksichtigung seiner Einwohnerzahl einer der reichsten Städte in Deutschland. 
Um 1890 brach hier ein wahres Gründungsfieber aus. Schon in dieser Frühzeit der Firmengründung von Wienstroth & Hammans waren die Kartonagen nicht nur schützende Hülle, sondern zugleich Werbemittel und ein Zeichen der Konsumgüter-Industrie. Schon vier Jahre nach der Gründung des Unternehmens hatten sich die Produktion und Absatz so stark vergrößert, dass die alten Räume in der Gutenbergstraße nicht mehr ausreichten und eine räumliche Veränderung notwendig wurde. Deshalb verlegte man 1897 die Firma nach Birkesdorf zum Bretzelnweg Nr. 15 in ein neues dort erworbenes Fabrikgebäude, welches vorher eine Verbandstofffabrik war. 
1897 war auch das Jahr, indem ein weiterer Inhaber, nämlich Hubert Gasper, in die Firma eintrat. Das Unternehmen firmierte von nun an unter dem Namen "Dürener Faltschachtel-Fabrik Wienstroth & Hammans GmbH". In den neuen Räumen in Birkesdorf wurden zahlreiche neue, größere und leistungsfähigere Maschinen aufgestellt. Der Ausbau der deutschen Wirtschaft, besonders die Konsumgüter-Industrie, brachte der Dürener Faltschachtel-Fabrik ständig neue Aufgaben. 
Das industrielle Zeitalter, das für Wienstroth & Hammans mit dem Erwerb einer Dampfmaschine im Jahre 1897 begann, hatte wie überall in Deutschland den ersten Höhepunkt nicht erreicht. Mit der Anfertigung von Briefpapier-Kassetten wurde ein weiterer Artikel in das Produktionsprogramm aufgenommen. Der rapide Aufschwung der Firma machte schon bald eine erneute räumliche Vergrößerung notwendig. 
1907 wurde der Betrieb durch eine große Halle für die Fabrikation erweitert und 1913 durch einen Lager- und Maschinenraum ergänzt. Der ständige Ausbau der Faltschachtel- und Kartonagenherstellung führte bis 1914 zu einem ersten Höhepunkt in der Entwicklung des jungen Unternehmens. 
Seine Fundamente schienen fest und die Zukunft gesichert. Da erschütterte der Erste Weltkrieg das gesamte politische, wirtschaftliche und das soziale Leben im Deutschen Reich. An einem weiteren Ausbau der Firma und der Produktion war wegen der Stagnation in den Konsumgüter-Industrie in diesen Jahren nicht mehr zu denken. Die politischen, wirtschaftlichen und sozialen Unruhen der Nachkriegszeit brachten dem Unternehmen nur wenige Aufträge. Die seit dem 8. November 1918 in Düren herrschenden Revolutionsunruhen und die am 4. Dezember 1918 erfolge Besetzung von Stadt und Kreis durch die englischen Truppen verschärfte die Situation weiter. In dieser wenig zukunftsreichen Zeit kam es zu einer personellen und rechtlichen Veränderung in der Dürener Faltschachtel-Fabrik "Wienstroth & Hammans GmbH". Ernst Hubert Hammans und Hubert Gaspers beabsichtigten beide, ihre Söhne in die Firma aufzunehmen, was zur Neugliederung der Firma führen musste. Im Jahre 1920 trat Ernst Hubert Hammans mit seinen Söhnen Ernst und Paul aus dem Betrieb aus und gründeten unter der Bezeichnung Ernst Hammans, Faltschachtel- und Kartonagenfabrik, eine neue Firma. Das neue Unternehmen etablierte sich zunächst in einer provisorischen Unterkunft in der Schenkelstraße und zog im Jahre 1922 in einem neuen Gebäude auf dem Grundstück Veldener Straße Nr. 20–22, auf dem vorher die Eisenhandlung Te Kamp untergebracht war, um. 
Das Jahr 1928 ist für die Geschichte der Firma von weitreichender Bedeutung. In diesem Jahr entschloss sich die Geschäftsleitung, zum Zwecke der Spezialisierung die Kartonagenproduktion ganz einzustellen und dafür die Faltschachtelherstellung verstärkt zu betreiben. Damit vollzog sich eine entscheidende Wende im Produktionsprogramm der Firma. So stellte man z. B. farbig bedruckte Faltschachteln für die Firmen Lindt und Stollwerck.
Die Umstellung auf die Faltschachteln und dessen Großproduktion wurde stark gebremst durch den schwarzen Freitag am 25. Oktober 1929 an der New Yorker Börse und die Finanzkrise, die sich bis Düren bemerkbar machte. In dieser Zeit übernahm Ernst Hammans die Gesamtleitung, während sein Bruder, Dr. Paul Hammans, 1923 aus dem Betrieb ausschied. Nach 1944 zog die Firma nach Stockheim und wurde später verkauft, um unter dem Namen Rotopack weiterhin Faltschachteln herzustellen. Heute ist die Firma im Besitz der Multi Packaging Solutions.